# Luana Muniz

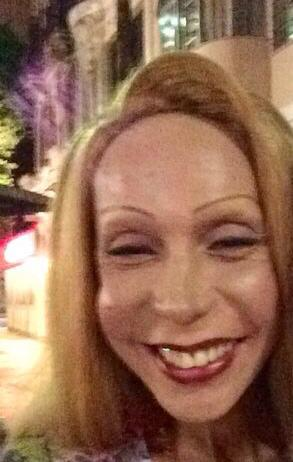
Luana Muniz na Lapa, Rio de Janeiro

Luana Muniz (1958 - Rio de Janeiro, 6 de maio de 2017) foi uma travesti e ativista na cidade do Rio de Janeiro mais especificamente na Lapa, onde atuava. Foi presidente da Associação dos Profissionais do Sexo do Gênero Travesti, Transexuais e Transformistas do Rio de Janeiro e também ajudou a fundar o projeto Damas da Prefeitura do Rio, que capacita travestis e transexuais para o mercado de trabalho. Administrou um casarão na Lapa que hospedava travestis, onde cuidava de comportamento, prevenção e documentação. 
O documentário Luana Muniz – Filha da lua do diretor Rian Córdova e Leonardo Menezes (Brasil, 2017, 78 min.) conta a história de Luana através entrevistas e arquivos.  "Tá achando que travesti é bagunça?", questionou certa vez Luana Muniz, durante uma reportagem de 2010 do Profissão Repórter, programa da Rede Globo. Nesse momento, ela ganhou um bordão de alcance nacional, falado até, anos depois. Luana ultrapassou as fronteiras dos arcos da Lapa e, enfim, se mostrou para todo o Brasil. Morreu aos 59 anos em decorrência de uma pneumonia bilateral no Rio de Janeiro, foi sepultada no Cemitério do Irajá.